# Reinmar von Brennenberg

Die Ermordung des Reinmar III. von Brennenberg, Codex Manesse, fol. 188r, um 1275.

Reinmar von Brennenberg (auch bekannt als Reimar II. von Brennberg) (* um 1210; † 1271) war Ritter von Brennberg, Minnesänger und Ministeriale des Bischofs von Regensburg im 13. Jahrhundert.

## Leben und Dichtung
Die von Brennenberg, ein altes Geschlecht des Nordgaus mit dem Ahnherrn Perinhart von Briemberch, waren Vasallen des St. Emmeram-Stifts zu Regensburg. Später waren sie Truchsesse und Ministerialen in Diensten der Bischöfe von Regensburg. Aus ihnen ging der Minnesänger Reimar II. hervor. Der Dichter aus der Oberpfalz, Reimar II. hatte mit seinen Liedern viel begeistern können und war in ganz Deutschland bekannt. Er lernte das Dichten und den Minnegesang an einem Wiener Hofe. Sein Meister und Freund war der bekannte Minnesänger Walther von der Vogelweide, den er in seinem Gedicht Die Klage erwähnt.
Im Jahre 1229 begleitete Reimar II. den Bischof Siegfried von Regensburg auf dem sechsten Kreuzzug nach Rom, zum Kaiser Friedrich II., um Verhandlungen zu führen und ihm über die Lage verschiedener Städte in Bayern zu unterrichten. Ursprünglich sollte dieser Kreuzzug ins Heilige Land gehen, das trat aber nicht ein. Auf seinen Kreuzzügen, insgesamt waren es sieben, lernte er neue Kulturen, Sagen und Märchen kennen, die ihm Anregungen für seine Gedichte und Lieder lieferten.
Insgesamt sind von Reinmar II. von Brennenberg zehn Lieder erhalten.

## Ehe und Nachkommen
Reimar II. war verheiratet mit einer Heilwic. Mit ihr hatte er vier Söhne:
- Wirnto III., Kanoniker
- Reinmar III. († 1273), wurde von Bürgern aus Regensburg ermordet
- Ruland, Kanoniker
- Bruno von Brennberg († 1300), war Ritter, Truchsess und Domherr zu Regensburg, ⚭ Berta von Haydau (Haidau)

## Textausgabe
- Frank S. Wunderlich, Wol mich des tages do mir alrerst ist worden kunt, Reichelsheim (Odenwald), Verlag der Spielleute, 2006, ISBN 978-3-927240-82-7